# 艾莉森·杜迪
艾莉森·杜迪（英語：Alison Doody，1966年11月11日—）是一名爱尔兰女演员。1985年，她的出道作品是007电影《鐵金剛勇戰大狂魔》中的一个小角色。杜迪其他比较知名的角色有電影《聖戰奇兵》的艾爾莎·施耐德博士。